# Manoel Emídio
Manoel Emídio est une municipalité brésilienne située dans l'État du Piauí.